# Scarabaeus galenus
Scarabaeus galenus là một loài bọ cánh cứng trong họ Bọ hung (Scarabaeidae).